# Лисячий кут
Лисячий кут — заповідне урочище місцевого значення. Об'єкт розташований на території Онуфріївського району Кіровоградської області, поблизу с. Успенка.
Площа — 5 га, статус отриманий у 1992 році.